# Liste der Güterwagen der Reichseisenbahnen Elsass-Lothringen
|  | Der Artikel ist noch nicht komplett vollständig. Ergänzungen sind willkommen. |

Die Liste der Güterwagen der E.L. ist eine Zusammenstellung aller bei den Reichseisenbahnen Elsass-Lothringen der Zeit zwischen 1870 und 1919 beschafften und zum Einsatz gekommenen bahneigenen Güter- und Bahndienstwagen sowie der Privatwagen. Die für die Liste ausgewählten Daten entsprechen in etwa den in dem bisher einzig bekannten erhaltenen Wagenstandsverzeichnis von 1899 (von 1899 mit Fortschreibungen bis 1911) angegebenen. Die Reihenfolge der Auflistung erfolgt nach der Struktur der Wagenverzeichnisse.

## Kennzeichnung und Farben
Die Wagen der E.L. erhielten als Eigentumskennzeichen die Aufschrift Elsass-Lothringen. auf den Seitenwänden und Els. Lothr. auf den Langträgern.  Die Güterwagen waren Grau mit einer weißen Aufschrift. Einige gedeckte Güterwagen waren rot mit gelblich-weißer Aufschrift. Bierwagen waren bleiweiß lackiert und hatten schwarze Aufschriften.

## Liste der Hauptbahnwagen, Regelspur
Zur eindeutigen Identifizierung der Wagen wird jeweils die Skizzen-Nr. aus dem Wagenverzeichnis verwendet. Es handelt sich somit nicht um die Nummer einer Musterzeichnung. Soweit bekannt, werden unter der Skizzen-Nr. die Musterzeichnungsnummern der Preußischen Staatseisenbahnen angegeben.

### Übersicht über die gedeckten Güterwagen
| L ä n d e r b a h n - B a u a r t e n                               | L ä n d e r b a h n - B a u a r t e n | L ä n d e r b a h n - B a u a r t e n | L ä n d e r b a h n - B a u a r t e n | L ä n d e r b a h n - B a u a r t e n | L ä n d e r b a h n - B a u a r t e n | L ä n d e r b a h n - B a u a r t e n | L ä n d e r b a h n - B a u a r t e n | L ä n d e r b a h n - B a u a r t e n | L ä n d e r b a h n - B a u a r t e n | L ä n d e r b a h n - B a u a r t e n | L ä n d e r b a h n - B a u a r t e n | L ä n d e r b a h n - B a u a r t e n                             | L ä n d e r b a h n - B a u a r t e n | L ä n d e r b a h n - B a u a r t e n | L ä n d e r b a h n - B a u a r t e n | L ä n d e r b a h n - B a u a r t e n | L ä n d e r b a h n - B a u a r t e n   | L ä n d e r b a h n - B a u a r t e n | L ä n d e r b a h n - B a u a r t e n                                                    | L ä n d e r b a h n - B a u a r t e n | L ä n d e r b a h n - B a u a r t e n | L ä n d e r b a h n - B a u a r t e n | L ä n d e r b a h n - B a u a r t e n | L ä n d e r b a h n - B a u a r t e n | L ä n d e r b a h n - B a u a r t e n |
|                                                                     | Gattungs- zeichen                     | Gattungs- zeichen                     | Herstelldaten                         | Herstelldaten                         | Wagennummern je Epoche                | Wagennummern je Epoche                | Abmessungen                           | Abmessungen                           | Abmessungen                           | Abmessungen                           | Untergestell                          | Untergestell                                                      | Untergestell                          | Lademaße                              | Lademaße                              | Lademaße                              | Lademaße                                | Mil.- Nutzung                         | Mil.- Nutzung                                                                            | Bemerkung                             |                                       |                                       |                                       |                                       |                                       |
| E.L. Nr.                                                            | KPEV Blatt                            | Gat- tung                             | Her- steller                          | Baujahr                               | Anz.                                  | Nummern                               | LüP [mm]                              | Höhe über SOK [mm]                    | Anz. Ach- sen                         | Achs- stand [mm]                      | Brem- sen- arten                      | Le- nk Ach- sen                                                   | Un- ter- ge- st.                      | Ø- Ges. Gew. [kg]                     | Trag- fähig- keit [kg]                | Lade fläche [m²]                      | Lade- vol. [m³]                         | Mann. [Anz]                           | Pferde [Anz]                                                                             |                                       |                                       |                                       |                                       |                                       |                                       |
| zweiachsige Bauarten bis 1907                                       | zweiachsige Bauarten bis 1907         | zweiachsige Bauarten bis 1907         | zweiachsige Bauarten bis 1907         | zweiachsige Bauarten bis 1907         | zweiachsige Bauarten bis 1907         | zweiachsige Bauarten bis 1907         | zweiachsige Bauarten bis 1907         | zweiachsige Bauarten bis 1907         | zweiachsige Bauarten bis 1907         | zweiachsige Bauarten bis 1907         | zweiachsige Bauarten bis 1907         | zweiachsige Bauarten bis 1907                                     | zweiachsige Bauarten bis 1907         | zweiachsige Bauarten bis 1907         | zweiachsige Bauarten bis 1907         | zweiachsige Bauarten bis 1907         | zweiachsige Bauarten bis 1907           | zweiachsige Bauarten bis 1907         | zweiachsige Bauarten bis 1907                                                            | zweiachsige Bauarten bis 1907         | zweiachsige Bauarten bis 1907         | zweiachsige Bauarten bis 1907         | zweiachsige Bauarten bis 1907         | zweiachsige Bauarten bis 1907         | zweiachsige Bauarten bis 1907         |
| ------------------------------------------------------------------- | ------------------------------------- | ------------------------------------- | ------------------------------------- | ------------------------------------- | ------------------------------------- | ------------------------------------- | ------------------------------------- | ------------------------------------- | ------------------------------------- | ------------------------------------- | ------------------------------------- | ----------------------------------------------------------------- | ------------------------------------- | ------------------------------------- | ------------------------------------- | ------------------------------------- | --------------------------------------- | ------------------------------------- | ---------------------------------------------------------------------------------------- | ------------------------------------- | ------------------------------------- | ------------------------------------- | ------------------------------------- | ------------------------------------- | ------------------------------------- |
| 5                                                                   |                                       | G                                     | Talbot                                | 1872                                  | 8                                     | 30 005–30 040                         | 7.311                                 | 3.433                                 | 2                                     | 3.243                                 | Fbr                                   |                                                                   | E, H                                  | 6.940                                 | 10.000                                | 13,63                                 | 27,97                                   | 32                                    | 6                                                                                        | nur Endnummern 0 oder 5               |                                       |                                       |                                       |                                       |                                       |
| 5                                                                   | 11                                    | G                                     | Talbot                                | 1872                                  | 30 050–30 100                         |                                       | 7.311                                 | 3.433                                 | 2                                     | 3.243                                 | Fbr                                   |                                                                   | E, H                                  | 6.940                                 | 10.000                                | 13,63                                 | 27,97                                   | 32                                    | 6                                                                                        | nur Endnummern 0 oder 5               |                                       |                                       |                                       |                                       |                                       |
| 5                                                                   | 36                                    | G                                     | Talbot                                | 1872                                  | 30 001–30 044                         |                                       | 7.311                                 | 3.433                                 | 2                                     | 3.243                                 | nur Endnummern 0 oder 5               |                                                                   | E, H                                  | 6.940                                 | 10.000                                | 13,63                                 | 27,97                                   | 32                                    | 6                                                                                        |                                       |                                       |                                       |                                       |                                       |                                       |
| 5                                                                   | 40                                    | G                                     | Talbot                                | 1872                                  | 30 105–30 200                         |                                       | 7.311                                 | 3.433                                 | 2                                     | 3.243                                 | nur Endnummern 0 oder 5               |                                                                   | E, H                                  | 6.940                                 | 10.000                                | 13,63                                 | 27,97                                   | 32                                    | 6                                                                                        |                                       |                                       |                                       |                                       |                                       |                                       |
| 5                                                                   | Herbrandt                             | G                                     | 1872                                  | 20                                    | 30 005–30 040                         | 7.311                                 | 3.433                                 | 2                                     | 3.243                                 | Fbr                                   |                                       | E, H                                                              | 6.940                                 | 10.000                                | 13,63                                 | 27,97                                 | 32                                      | 6                                     | nur Endnummern 0 oder 5                                                                  |                                       |                                       |                                       |                                       |                                       |                                       |
| 5                                                                   | Herbrandt                             | G                                     | 1872                                  | 80                                    | 30 101–30 199                         | 7.311                                 | 3.433                                 | 2                                     | 3.243                                 |                                       | nur Endnummern 0 oder 5               | E, H                                                              | 6.940                                 | 10.000                                | 13,63                                 | 27,97                                 | 32                                      | 6                                     |                                                                                          |                                       |                                       |                                       |                                       |                                       |                                       |
| 5                                                                   | Killing                               | G                                     | 1872                                  | 70                                    | 30 200–30 550                         | 7.311                                 | 3.433                                 | 2                                     | 3.243                                 | Fbr                                   |                                       | E, H                                                              | 6.940                                 | 10.000                                | 13,63                                 | 27,97                                 | 32                                      | 6                                     | nur Endnummern 0 oder 5                                                                  |                                       |                                       |                                       |                                       |                                       |                                       |
| 5                                                                   | Killing                               | G                                     | 1872                                  | 274                                   | 30 201–30 550                         | 7.311                                 | 3.433                                 | 2                                     | 3.243                                 |                                       | nur Endnummern 0 oder 5               | E, H                                                              | 6.940                                 | 10.000                                | 13,63                                 | 27,97                                 | 32                                      | 6                                     |                                                                                          |                                       |                                       |                                       |                                       |                                       |                                       |
| 20                                                                  |                                       | G                                     | Pflug                                 | 1871 /72                              | 160                                   | 30 551–30 710                         | 8.161                                 | 3.563                                 | 2                                     | 3.166                                 |                                       |                                                                   | E                                     | 6.855                                 | 10.000                                | 16,59                                 | 35,02                                   | 40                                    | 6                                                                                        |                                       |                                       |                                       |                                       |                                       |                                       |
| 20                                                                  | 35                                    | G                                     | Pflug                                 | 1871 /72                              | 30 711–30 744 30 750                  | 8.213                                 | 4.153                                 | Brh                                   | 2                                     | 3.166                                 |                                       | hochges. Bremserhaus No. 30 745–30 749 zu Gerätebeiwagen umgebaut | E                                     |                                       | 10.000                                | 16,59                                 | 35,02                                   | 40                                    | 6                                                                                        |                                       |                                       |                                       |                                       |                                       |                                       |
| zu Nr. 24: Skizze fehlt im Wagenverzeichnis, daher ohne Abmessungen |                                       |                                       |                                       |                                       |                                       |                                       |                                       |                                       |                                       |                                       |                                       |                                                                   |                                       |                                       |                                       |                                       |                                         |                                       |                                                                                          |                                       |                                       |                                       |                                       |                                       |                                       |
| 24                                                                  |                                       | G                                     | Killing                               | 1872 /73                              | 60                                    | 30 755–31 050                         |                                       |                                       | 2                                     |                                       | Brh                                   |                                                                   | E, H                                  | 7.170                                 | 10.000                                | 13,62                                 | 27,97                                   | 32                                    | 6                                                                                        | nur Endnummern 0 oder 5               |                                       |                                       |                                       |                                       |                                       |
| 24                                                                  | 240                                   | G                                     | Killing                               | 1872 /73                              | 30 751–31 049                         |                                       |                                       |                                       | 2                                     | 6.272                                 | alle anderen Endnummern               |                                                                   | E, H                                  |                                       | 10.000                                | 13,62                                 | 27,97                                   | 32                                    | 6                                                                                        |                                       |                                       |                                       |                                       |                                       |                                       |
| 32                                                                  |                                       | G                                     | Pflug                                 | 1872 /73                              | 90                                    | 31 055–31 500                         | 8.153                                 | 4.045                                 | 2                                     | 3.770                                 | Brh                                   |                                                                   | E, H                                  | 7.405                                 | 10.000                                | 15,94                                 | 34,43                                   | 40                                    | 6                                                                                        | nur Endnummern 0 oder 5               |                                       |                                       |                                       |                                       |                                       |
| 32                                                                  | 310                                   | G                                     | Pflug                                 | 1872 /73                              | 31 051–31 499                         | 8.106                                 | 3.455                                 |                                       | 2                                     | 3.770                                 | 6.520                                 | 16,56                                                             | E, H                                  | 34,85                                 | 10.000                                | alle anderen Endnummern               |                                         | 40                                    | 6                                                                                        |                                       |                                       |                                       |                                       |                                       |                                       |
| 44                                                                  |                                       | G                                     | Esslingen                             | 1872 /73                              | 100                                   | 31 501–31 600                         | 9.850                                 | 4.045                                 | 2                                     | 4.000                                 | Pl                                    |                                                                   | E                                     | 7.450                                 | 10.00                                 | 16,33                                 | 35,32                                   | 40                                    | 6                                                                                        | beidseitige Übergangsbühnen           |                                       |                                       |                                       |                                       |                                       |
| 44                                                                  | 100                                   | G                                     | Esslingen                             | 1872 /73                              | 31 601–31 700                         |                                       | 9.850                                 | 4.045                                 | 2                                     | 4.000                                 | 7.040                                 |                                                                   | E                                     |                                       | 10.00                                 | 16,33                                 | 35,32                                   | 40                                    | 6                                                                                        | beidseitige Übergangsbühnen           |                                       |                                       |                                       |                                       |                                       |
| 51                                                                  |                                       | G                                     | de Dietrich                           | 1879                                  | 21                                    | 31 100–31 868                         | 8.620                                 | 4.126                                 | 2                                     | 4.000                                 | Brh                                   |                                                                   | E                                     | 7.450                                 | 10.00                                 | 17,58                                 | 37,31                                   | 40                                    | 6                                                                                        | nur Endnummern mit 0 oder 5           |                                       |                                       |                                       |                                       |                                       |
| 51                                                                  | 56                                    | G                                     | de Dietrich                           | 1879                                  | 31 601–31 700                         | 8.520                                 | 3.437                                 |                                       | 2                                     | 4.000                                 | 7.040                                 | 18,15                                                             | E                                     | 38,12                                 | 10.00                                 | alle anderen Endnummern               |                                         | 40                                    | 6                                                                                        |                                       |                                       |                                       |                                       |                                       |                                       |
| 56                                                                  |                                       | G                                     | de Dietrich                           | 1883                                  | 15                                    | 31 992–32 006                         | 9.680                                 | 4.135                                 | 2                                     | 4.500                                 | Brh                                   |                                                                   | E                                     | 8.710                                 | 11.500                                | 19,85                                 | 42,82                                   | 48                                    | 6                                                                                        | mit hochgesetztem Bremserhaus         |                                       |                                       |                                       |                                       |                                       |
| 56                                                                  | 15                                    | G                                     | de Dietrich                           | 1883                                  | 32 007–32 021                         | 9.380                                 | 3.635                                 |                                       | 2                                     | 4.500                                 | 7.665                                 | 20,40                                                             | E                                     | 42,84                                 | 11.500                                |                                       |                                         | 48                                    | 6                                                                                        |                                       |                                       |                                       |                                       |                                       |                                       |
| 56                                                                  |                                       | G                                     | de Dietrich                           | 1886                                  | 12                                    | 32 024–32 035                         | 9.380                                 | 3.337                                 | 2                                     | 4.500                                 |                                       |                                                                   | E                                     | 8.440                                 | 11.500                                | 20,40                                 | 42,84                                   | 48                                    | 6                                                                                        |                                       |                                       |                                       |                                       |                                       |                                       |
| 56                                                                  | 3                                     | G                                     | de Dietrich                           | 1886                                  | 32 036–32 038                         | 9.380                                 | 3.635                                 | Brh                                   | 2                                     | 4.500                                 | 9.535                                 | 20,40                                                             | E                                     | 42,84                                 | 11.500                                | mit hochgesetztem Bremserhaus         |                                         | 48                                    | 6                                                                                        |                                       |                                       |                                       |                                       |                                       |                                       |
| 59                                                                  |                                       | G                                     | de Dietrich                           | 1891                                  | 120                                   | 32 039–32 158                         | 8.500                                 | 3.457                                 | 2                                     | 4.000                                 |                                       |                                                                   | E                                     | 8.100                                 | 10.000                                | 19,58                                 | 40,12                                   | 40                                    | 6                                                                                        |                                       |                                       |                                       |                                       |                                       |                                       |
| 59                                                                  | 120                                   | G                                     | de Dietrich                           | 1891                                  | 32 159–32 278                         | 8.800                                 | 4.340                                 | Brh                                   | 2                                     | 4.000                                 | 9.150                                 | 19,58                                                             | E                                     | 41,12                                 | 10.000                                | mit hochgesetztem Bremserhaus         |                                         | 40                                    | 6                                                                                        |                                       |                                       |                                       |                                       |                                       |                                       |
| 64                                                                  |                                       | Gm                                    | de Dietrich                           | 1893                                  | 47                                    | 32 279–32 325                         | 9.600                                 | 4.310                                 | 2                                     | 4.500                                 | Brh                                   | V                                                                 | E                                     | 10.020                                | 15.000                                | 21,62                                 | 45,40                                   | 48                                    | 6                                                                                        | mit hochgesetztem Bremserhaus         |                                       |                                       |                                       |                                       |                                       |
| 64                                                                  | 43                                    | Gm                                    | de Dietrich                           | 1893                                  | 32 159–32 278                         | 9.300                                 | 3.357?                                |                                       | 2                                     | 4.500                                 | 9.150                                 | V                                                                 | E                                     | 21,62                                 | 15.000                                | 45,40                                 | Maßangaben in der Zeichnung unleserlich | 48                                    | 6                                                                                        |                                       |                                       |                                       |                                       |                                       |                                       |
| 64                                                                  | Ludwigshafen                          | Gm                                    | 1894                                  | 25                                    | 32 372–32 398                         | 9.600                                 | 4.310                                 | 2                                     | 4.500                                 | Brh                                   | V                                     | E                                                                 | 9.830                                 | 15.000                                | 21,62                                 | 45,40                                 | 48                                      | 6                                     | mit hochgesetztem Bremserhaus; Wagen 32 394 und 32 397 wurden zu Gepäckbeiwagen umgebaut |                                       |                                       |                                       |                                       |                                       |                                       |
| 64                                                                  | de Dietrich                           | Gm                                    | 1894                                  | 18                                    | 32 399–32 416                         | 9.300                                 | 3.357?                                | 2                                     | 4.500                                 |                                       | V                                     | E                                                                 | 8.890                                 | 15.000                                | 21,62                                 | 45,40                                 | 48                                      | 6                                     |                                                                                          |                                       |                                       |                                       |                                       |                                       |                                       |
| 64                                                                  | de Dietrich                           | Gm                                    | 1894                                  | 9                                     | 32 417–32 425                         | 9.600                                 | 4.310                                 | 2                                     | 4.500                                 | Brh                                   | V                                     | E                                                                 | 9.830                                 | 15.000                                | 21,62                                 | 45,40                                 | 48                                      | 6                                     | mit hochgesetztem Bremserhaus                                                            |                                       |                                       |                                       |                                       |                                       |                                       |
| 64                                                                  | Gastell                               | Gm                                    | 1894                                  | 56                                    | 32 426–32 481                         | 9.600                                 | 4.310                                 | 2                                     | 4.500                                 | Brh                                   | V                                     | E                                                                 | 9.830                                 | 15.000                                | 21,62                                 | 45,40                                 | 48                                      | 6                                     | mit hochgesetztem Bremserhaus                                                            |                                       |                                       |                                       |                                       |                                       |                                       |
| 64                                                                  | de Dietrich                           | Gm                                    | 1894                                  | 55                                    | 32 482–32 536                         | 9.300                                 | 3.357?                                | 2                                     | 4.500                                 |                                       | V                                     | E                                                                 | 8.890                                 | 15.000                                | 21,62                                 | 45,40                                 | 48                                      | 6                                     |                                                                                          |                                       |                                       |                                       |                                       |                                       |                                       |
| 64                                                                  | Gastell                               | Gm                                    | 1894                                  | 1                                     | 32 537                                | 9.600                                 | 4.310                                 | 2                                     | 4.500                                 | Brh                                   | V                                     | E                                                                 | 9.830                                 | 15.000                                | 21,62                                 | 45,40                                 | 48                                      | 6                                     | mit hochgesetztem Bremserhaus                                                            |                                       |                                       |                                       |                                       |                                       |                                       |

| 76 | IIb3 | Gm | Gastell     | 1896 | 39  | 32 780–32 819 | 9.600 | 4.070 | 2 | 4.500 | Brh | V | E | 9.980  | 15.000 | 21.70 | 45,59 | 48 | 6 | Wagen 37 196 wurde zum Gepäckbeiwagen umgebaut |
| 76 | IIb3 | Gm | Gastell     | 1896 | 116 | 32 820–32 935 | 9.300 | 3.432 | 2 | 4.500 |     | V | E | 8.915  | 15.000 | 21,70 | 45,40 | 48 | 6 |                                                |
| 76 | IIb3 | Gm | Gastell     | 1897 | 32  | 33 037–33 068 | 9.600 | 4.070 | 2 | 4.500 | Brh | V | E | 9.980  | 15.000 | 21.70 | 45,59 | 48 | 6 |                                                |
| 76 | IIb3 | Gm | Gastell     | 1897 | 75  | 32 961–33 035 | 9.300 | 3.432 | 2 | 4.500 |     | V | E | 8.915  | 15.000 | 21,70 | 45,40 | 48 | 6 |                                                |
| 83 | IIb3 | Gm | Gastell     | 1898 | 32  | 33 037–33 068 | 9.600 | 4.070 | 2 | 4.500 | Brh | V | E | 9.935  | 15.000 | 21.70 | 45,59 | 48 | 6 |                                                |
| 83 | IIb3 | Gm | Gastell     | 1898 | 37  | 33 069–33 105 | 9.300 | 3.432 | 2 | 4.500 |     | V | E | 8.915  | 15.000 | 21,70 | 45,40 | 48 | 6 |                                                |
| 83 | IIb3 | Gm | de dietrich | 1898 | 60  | 33 106–33 166 | 9.300 | 3.432 | 2 | 4.500 |     | V | E | 9.210  | 15.000 | 21.70 | 45,59 | 48 | 6 |                                                |
| 83 | IIb3 | Gm | de dietrich | 1899 | 18  | 33 167–33 183 | 9.300 | 3.432 | 2 | 4.500 |     | V | E | 9.240  | 15.000 | 21,70 | 45,40 | 48 | 6 |                                                |
| 83 | IIb3 | Gm | de dietrich | 1899 | 9   | 33 184–33 192 | 9.600 | 4.070 | 2 | 4.500 | Brh | V | E | 10.255 | 15.000 | 21,70 | 45,40 | 48 | 6 |                                                |
| 83 | IIb3 | Gm | de dietrich | 1896 | 39  | 32 780–32 819 | 9.600 | 4.070 | 2 | 4.500 | Brh | V | E | 9.980  | 15.000 | 21.70 | 45,59 | 48 | 6 |                                                |
| 83 | IIb3 | Gm | de dietrich | 1896 | 116 | 32 820–32 935 | 9.300 | 3.432 | 2 | 4.500 |     | V | E | 8.915  | 15.000 | 21,70 | 45,40 | 48 | 6 |                                                |

### Übersicht über die Fakultativwagen
|          | Gattungs- zeichen | Gattungs- zeichen | Herstelldaten | Herstelldaten | Wagennummern je Epoche | Wagennummern je Epoche | Abmessungen | Abmessungen        | Abmessungen   | Abmessungen      | Untergestell     | Untergestell    | Untergestell     | Lademaße          | Lademaße               | Lademaße         | Lademaße        | Ausstattung | Ausstattung | Ausstattung | Ausstattung | Bemerkung                         |
| E.L. Nr. | KPEV Blatt        | Gat- tung         | Her- steller  | Baujahr       | Anz.                   | Nummern                | LüP [mm]    | Höhe über SOK [mm] | Anz. Ach- sen | Achs- stand [mm] | Brem- sen- arten | Le- nk Ach- sen | Un- ter- ge- st. | Ø- Ges. Gew. [kg] | Trag- fähig- keit [kg] | Lade fläche [m²] | Lade- vol. [m³] | Sitz u Pl.  | Sitz u Pl.  | Mil. Nutz.  | Mil. Nutz.  |                                   |
| E.L. Nr. | KPEV Blatt        | Gat- tung         | Her- steller  | Baujahr       | Anz.                   | Nummern                | LüP [mm]    | Höhe über SOK [mm] | Anz. Ach- sen | Achs- stand [mm] | Brem- sen- arten | Le- nk Ach- sen | Un- ter- ge- st. | Ø- Ges. Gew. [kg] | Trag- fähig- keit [kg] | Lade fläche [m²] | Lade- vol. [m³] | III         | IV          | M           | P           |                                   |
| -------- | ----------------- | ----------------- | ------------- | ------------- | ---------------------- | ---------------------- | ----------- | ------------------ | ------------- | ---------------- | ---------------- | --------------- | ---------------- | ----------------- | ---------------------- | ---------------- | --------------- | ----------- | ----------- | ----------- | ----------- | --------------------------------- |
| 70       |                   | Gci               | de Dietrich   | 1895          | 1                      | 32 538                 | 10.000      | 4.310              | 3.457         | 5.500            | Pl               | V               | E                | 11.090            | 5.000                  | 19,58            | 40,33           | 40          |             | 40          |             | beidseitig offene Übergangsbühnen |
| 70       | MAN               | Gci               | 1895          | 53            | 32 539–32 591          | 10.000                 | 4.310       | 3.457              | 5.500         | Pl               | V                | E               | 10.760           | 5.000             | 19,58                  | 40,33            | 40              |             | 40          |             |             | beidseitig offene Übergangsbühnen |

### Übersicht über die offenen Güterwagen
| 129 |   | Oqr | Goossens | 1871/72 | 23                        | 2 405–2 515 | 10 380–10 589 | 6.212 | 2.300 | 2     | 2.668 | Fbr |       | E, H | 5.470  | 10.000 | 11,82 | 11,82                            | nur Endnummern 0 und 5; abnehmbare Stirn- u. Seitenwände |
| 129 | 4 | Oqr | Goossens | 1871/72 | 2 406, 2 411 2 482; 2 508 |             | 6.042         | 2.300 | 2     | 2.668 |       |     | 4.975 | E, H | 10.000 | 11,82  | 11,82 | abnehmbare Stirn- u. Seitenwände |                                                          |

### Übersicht über die Selbstentladewagen
|          | Gattungs- zeichen | Gattungs- zeichen | Herstelldaten | Herstelldaten | Wagennummern je Epoche | Wagennummern je Epoche | Abmessungen | Abmessungen        | Abmessungen   | Abmessungen      | Untergestell     | Untergestell    | Untergestell     | Lademaße          | Lademaße               | Lademaße         | Lademaße        | Bemerkung                                                                      |
| E.L. Nr. | KPEV Blatt        | Gat- tung         | Her- steller  | Baujahr       | Anz.                   | Nummern ab 1897        | LüP [mm]    | Höhe über SOK [mm] | Anz. Ach- sen | Achs- stand [mm] | Brem- sen- arten | Le- nk Ach- sen | Un- ter- ge- st. | Ø- Ges. Gew. [kg] | Trag- fähig- keit [kg] | Lade fläche [m²] | Lade- vol. [m³] |                                                                                |
| -------- | ----------------- | ----------------- | ------------- | ------------- | ---------------------- | ---------------------- | ----------- | ------------------ | ------------- | ---------------- | ---------------- | --------------- | ---------------- | ----------------- | ---------------------- | ---------------- | --------------- | ------------------------------------------------------------------------------ |
| 423      |                   | Omt               | Talbot        | 1902          | 4                      | 20 125–20 126          | 10.000      | 4.000              | 3             | 4.400 2.200      | Brh              |                 | E                | 14.310            | 25.000                 |                  | 33,15           | Bauiart Talbot; für den Transport von Erz Versuchsweise mit Klauenkupplung (?) |
| 425      |                   | Omt               | Talbot        | 1903          | 46                     | 20 192–20 237          | 10.000      | 4.000              | 3             | 4.400 2.200      | Brh              |                 | E                | 14.310            | 25.000                 |                  | 33,15           | Bauiart Talbot; für den Transport von Erz Versuchsweise mit Klauenkupplung (?) |
| 425      |                   | Omt               | Talbot        | 1903          | 46                     | 20 192–20 237          | 10.000      | 4.000              | 3             | 4.400 2.200      | Brh              |                 | E                | 14.310            | 25.000                 |                  | 33,15           | Bauiart Talbot; für den Transport von Erz Versuchsweise mit Klauenkupplung (?) |
| 449      |                   | OOmt(u)           | Talbot        | 1907          | 5                      | 21 528–21 532          | 13.100      | 3.000              | 4             | 8.800 1.700      | Brh              |                 | E                | 22.726            | 39.000                 |                  |                 | für den Transport von Erzen                                                    |
| 449      | 1908              | OOmt(u)           | Talbot        | 10            | 22 255–22 264          |                        | 13.100      | 3.000              | 4             | 8.800 1.700      | Brh              |                 | E                | 22.726            | 39.000                 |                  |                 | für den Transport von Erzen                                                    |
| 492      |                   | OOmt(u)           | Talbot        | 1910          | 27                     | 24 494–24 520          | 13.100      | 3.000              | 4             | 8.800 1.700      | Brh              |                 | E                | 22.726            | 39.000                 |                  |                 | für den Transport von Erzen                                                    |
| 492      | 1911              | OOmt(u)           | Talbot        | 2             | 25 25–25 259           |                        | 13.100      | 3.000              | 4             | 8.800 1.700      | Brh              |                 | E                | 22.726            | 39.000                 |                  |                 | für den Transport von Erzen                                                    |

### Übersicht über die Langeisenwagen (Drehschemelwagen)
|                               | Gattungs- zeichen             | Gattungs- zeichen             | Herstelldaten                 | Herstelldaten                 | Wagennummern je Epoche        | Wagennummern je Epoche        | Wagennummern je Epoche        | Abmessungen                   | Abmessungen                   | Abmessungen                   | Abmessungen                   | Untergestell                  | Untergestell                  | Untergestell                  | Lademaße                      | Lademaße                      | Lademaße                      | Lademaße                        | Bemerkung                                                                            |
| E.L. Nr.                      | KPEV Blatt                    | Gat- tung                     | Her- steller                  | Baujahr                       | Anz.                          | Nummern (bis 1907)            | Nummern (ab 1907)             | LüP [mm]                      | Höhe über SOK [mm]            | Anz. Ach- sen                 | Achs- stand [mm]              | Brem- sen- arten              | Le- nk Ach- sen               | Un- ter- ge- st.              | Ø- Ges. Gew. [kg]             | Trag- fähig- keit [kg]        | Lade fläche [m²]              | Lade- vol. [m³]                 |                                                                                      |
| zweiachsige Bauarten bis 1907 | zweiachsige Bauarten bis 1907 | zweiachsige Bauarten bis 1907 | zweiachsige Bauarten bis 1907 | zweiachsige Bauarten bis 1907 | zweiachsige Bauarten bis 1907 | zweiachsige Bauarten bis 1907 | zweiachsige Bauarten bis 1907 | zweiachsige Bauarten bis 1907 | zweiachsige Bauarten bis 1907 | zweiachsige Bauarten bis 1907 | zweiachsige Bauarten bis 1907 | zweiachsige Bauarten bis 1907 | zweiachsige Bauarten bis 1907 | zweiachsige Bauarten bis 1907 | zweiachsige Bauarten bis 1907 | zweiachsige Bauarten bis 1907 | zweiachsige Bauarten bis 1907 | zweiachsige Bauarten bis 1907   | zweiachsige Bauarten bis 1907                                                        |
| ----------------------------- | ----------------------------- | ----------------------------- | ----------------------------- | ----------------------------- | ----------------------------- | ----------------------------- | ----------------------------- | ----------------------------- | ----------------------------- | ----------------------------- | ----------------------------- | ----------------------------- | ----------------------------- | ----------------------------- | ----------------------------- | ----------------------------- | ----------------------------- | ------------------------------- | ------------------------------------------------------------------------------------ |
| 128                           |                               | HHr                           | Goosens Martigny              | 1871 1872                     | 20                            | 2 380–2 388                   | 10 380–10 399                 | 6.112                         | 2.305                         | 2                             | 2.668                         |                               |                               | E, H                          |                               | 10.000                        | 10,83                         |                                 | Goosens Wagen in der Werkstätte Martigny umgebaut; Drehschemel mit zwei Kipp-Stangen |
| 128                           | 95                            | HHr                           | Goosens Martigny              | 1871 1872                     | 2 401–2 519                   | 10 401–10 519                 | 6.112                         | 2.305                         | 2                             | 2.668                         |                               |                               | E, H                          |                               | 10.000                        | 10,83                         |                               |                                 | Goosens Wagen in der Werkstätte Martigny umgebaut; Drehschemel mit zwei Kipp-Stangen |
| 128                           | 61                            | HHr                           | Goosens Martigny              | 1871 1872                     | 3 201–3 276                   | 11 201–11 276                 | 6.112                         | 2.305                         | 2                             | 2.668                         |                               |                               | E, H                          |                               | 10.000                        | 10,83                         |                               |                                 | Goosens Wagen in der Werkstätte Martigny umgebaut; Drehschemel mit zwei Kipp-Stangen |
| 137                           |                               | HHr                           | Killing                       | 1872                          | 50                            | 2 751–2 800                   | 10 751–10 800                 | 6.112                         | 2.780                         | 2                             | 2.568                         |                               |                               | E, H                          | 5.440                         | 10.000                        | 10,82                         |                                 | Drehrunge mit zwei Kipp-Stangen                                                      |
| 137                           | Killing                       | HHr                           | 1872                          | 50                            | 2 801–2 850                   | 10 801–10 850                 | 6.112                         | 2.780                         | 2                             | 2.568                         |                               |                               | E, H                          | 5.440                         | 10.000                        | 10,82                         |                               | Drehrunge mit zwei Kipp-Stangen |                                                                                      |
| 137                           | van der Zypen                 | HHr                           | 1873                          | 50                            | 2 851–2 900                   | 10 851–10 900                 | 6.112                         | 2.780                         | 2                             | 2.568                         |                               |                               | E, H                          | 5.440                         | 10.000                        | 10,82                         |                               | Drehrunge mit zwei Kipp-Stangen |                                                                                      |
| 139                           |                               | HHr                           | Montigny                      | 1871                          | 50                            | 2 901–2 950                   | 10 901–10 950                 | 6.630                         | 3.090                         | 2                             | 2.600                         |                               |                               | E                             | 5.705                         | 10.000                        | 10,86                         |                                 | Drehrunge mit zwei Kipp-Stangen                                                      |
| 140                           |                               | HHr                           | MAN                           | 1872                          | 38                            | 2 951–2 988                   | 10 951–10 988                 | 8.110                         | 3.125                         | 2                             | 3.650                         |                               |                               | E                             | 6.820                         | 10.000                        | 16,75                         |                                 | mit Seitenwänden und Drehschemel mit zwei Kipp-Stangen                               |

### Übersicht über die Schienen- und Plattformwagen
|                                                                      | Gattungs- zeichen             | Gattungs- zeichen             | Herstelldaten                 | Herstelldaten                 | Wagennummern je Epoche        | Wagennummern je Epoche        | Wagennummern je Epoche        | Abmessungen                   | Abmessungen                   | Abmessungen                   | Abmessungen                   | Untergestell                  | Untergestell                  | Untergestell                  | Lademaße                      | Lademaße                      | Lademaße                      | Lademaße                      | Bemerkung                                       |
| E.L. Nr.                                                             | KPEV Blatt                    | Gat- tung                     | Her- steller                  | Baujahr                       | Anz.                          | Nummern (bis 1907)            | Nummern (ab 1907)             | LüP [mm]                      | Höhe über SOK [mm]            | Anz. Ach- sen                 | Achs- stand [mm]              | Brem- sen- arten              | Le- nk Ach- sen               | Un- ter- ge- st.              | Ø- Ges. Gew. [kg]             | Trag- fähig- keit [kg]        | Lade fläche [m²]              | Lade- vol. [m³]               |                                                 |
| zweiachsige Bauarten bis 1907                                        | zweiachsige Bauarten bis 1907 | zweiachsige Bauarten bis 1907 | zweiachsige Bauarten bis 1907 | zweiachsige Bauarten bis 1907 | zweiachsige Bauarten bis 1907 | zweiachsige Bauarten bis 1907 | zweiachsige Bauarten bis 1907 | zweiachsige Bauarten bis 1907 | zweiachsige Bauarten bis 1907 | zweiachsige Bauarten bis 1907 | zweiachsige Bauarten bis 1907 | zweiachsige Bauarten bis 1907 | zweiachsige Bauarten bis 1907 | zweiachsige Bauarten bis 1907 | zweiachsige Bauarten bis 1907 | zweiachsige Bauarten bis 1907 | zweiachsige Bauarten bis 1907 | zweiachsige Bauarten bis 1907 | zweiachsige Bauarten bis 1907                   |
| -------------------------------------------------------------------- | ----------------------------- | ----------------------------- | ----------------------------- | ----------------------------- | ----------------------------- | ----------------------------- | ----------------------------- | ----------------------------- | ----------------------------- | ----------------------------- | ----------------------------- | ----------------------------- | ----------------------------- | ----------------------------- | ----------------------------- | ----------------------------- | ----------------------------- | ----------------------------- | ----------------------------------------------- |
| 133                                                                  |                               | S Sl                          | de Dietrich                   | 1875                          | 15                            | 2 527–2 600                   | 10 527–10 600                 | 9.930                         | 2.325                         | 2                             | 4.000                         | Fbr                           |                               | E                             | 6.425                         | 12.500                        | 18,68                         | 8,59                          | nur Endnummern 0 oder 5                         |
| 133                                                                  | 59                            | S Sl                          | de Dietrich                   | 1875                          |                               | 2 527–2 600                   | 10 527–10 600                 | 9.930                         | 2.325                         | 2                             | 4.000                         |                               | E                             | 5.700                         | 12.500                        | 18,68                         | 8,59                          | alle übrigen Endnummern       |                                                 |
| zu Nr. 300: Skizze fehlt im Wagenverzeichnis, daher ohne Abmessungen |                               |                               |                               |                               |                               |                               |                               |                               |                               |                               |                               |                               |                               |                               |                               |                               |                               |                               |                                                 |
| 300                                                                  |                               | S (Sl)                        | de Dietrich                   | 1875                          | 16                            |                               | 13 001–13 019                 |                               |                               | 2                             |                               | Hbr                           |                               | E                             | 5.740                         | 12.500                        | 18,68                         | 8,59                          | nicht alle Nummern!                             |
| 300                                                                  | 10                            | S (Sl)                        | de Dietrich                   | 1875                          |                               | 13 005–13 026                 |                               |                               |                               | 2                             |                               |                               | 6.485                         | E                             | 12.500                        | 18,68                         | 8,59                          | ohne die Endnummern 0 oder 5  |                                                 |
| vierachsige Bauarten bis 1907                                        |                               |                               |                               |                               |                               |                               |                               |                               |                               |                               |                               |                               |                               |                               |                               |                               |                               |                               |                                                 |
| 437                                                                  |                               | SSml                          | de Dietrich                   | 1904                          | 75                            |                               | 20 806–20 880                 | 14.100                        | 3.625                         | 4                             | 8.000 (2.500)                 | Brh                           |                               | E                             |                               | 30.000                        | 37,12                         |                               | hochgesetztes Bremserhaus mit Handspindelbremse |
| 437                                                                  | 1904                          | SSml                          | de Dietrich                   | 41                            |                               | 20 881–20 921                 | 14.100                        | 3.625                         | 4                             | 8.000 (2.500)                 | Brh                           |                               | E                             | 19.460                        | 30.000                        | 37,12                         |                               |                               | hochgesetztes Bremserhaus mit Handspindelbremse |
| 437                                                                  | 1905                          | SSml                          | de Dietrich                   | 65                            |                               | 21 166–21 230                 | 14.100                        | 3.625                         | 4                             | 8.000 (2.500)                 | Brh                           |                               | E                             | 19.460                        | 30.000                        | 37,12                         |                               |                               | hochgesetztes Bremserhaus mit Handspindelbremse |

### Übersicht über die Packwagen
|                   | Gattungs- zeichen | Gattungs- zeichen | Herstelldaten     | Herstelldaten     | Wagennummern je Epoche | Wagennummern je Epoche | Wagennummern je Epoche | Abmessungen       | Abmessungen        | Abmessungen       | Abmessungen       | Abmessungen       | Abmessungen       | Lademaße               | Lademaße          | Lademaße          | Ausstattung (siehe Legende) | Ausstattung (siehe Legende) | Ausstattung (siehe Legende) | Ausstattung (siehe Legende)        | Ausstattung (siehe Legende)        | Ausstattung (siehe Legende)        | Ausstattung (siehe Legende)        | Ausstattung (siehe Legende)        | Ausstattung (siehe Legende)        | Bemerkungen                                      |
| E.L. Nr.          | KPEV Blatt        | Gat- tung         | Her- steller      | Baujahr           | Anz.                   | Nummern bis 1897       | Nummern ab 1897        | LüP [mm]          | Höhe über SOK [mm] | Anz. Ach- sen     | Achs- stand [mm]  | Le- nk Ach- sen   | Un- ter- ge- st.  | Trag- fähig- keit [kg] | Lade fläche [m²]  | Lade- vol. [m³]   | Brem- sen- arten            | Hei- zung                   | Be- leu- cht- ung           | Anz. Abteile & Art (siehe Legende) | Anz. Abteile & Art (siehe Legende) | Anz. Abteile & Art (siehe Legende) | Anz. Abteile & Art (siehe Legende) | Anz. Abteile & Art (siehe Legende) | Anz. Abteile & Art (siehe Legende) |                                                  |
| E.L. Nr.          | KPEV Blatt        | Gat- tung         | Her- steller      | Baujahr           | Anz.                   | Nummern bis 1897       | Nummern ab 1897        | LüP [mm]          | Höhe über SOK [mm] | Anz. Ach- sen     | Achs- stand [mm]  | Le- nk Ach- sen   | Un- ter- ge- st.  | Trag- fähig- keit [kg] | Lade fläche [m²]  | Lade- vol. [m³]   | Brem- sen- arten            | Hei- zung                   | Be- leu- cht- ung           | A                                  | D                                  | G                                  | V                                  | P                                  | Z                                  |                                                  |
| Bauarten bis 1907 | Bauarten bis 1907 | Bauarten bis 1907 | Bauarten bis 1907 | Bauarten bis 1907 | Bauarten bis 1907      | Bauarten bis 1907      | Bauarten bis 1907      | Bauarten bis 1907 | Bauarten bis 1907  | Bauarten bis 1907 | Bauarten bis 1907 | Bauarten bis 1907 | Bauarten bis 1907 | Bauarten bis 1907      | Bauarten bis 1907 | Bauarten bis 1907 | Bauarten bis 1907           | Bauarten bis 1907           | Bauarten bis 1907           | Bauarten bis 1907                  | Bauarten bis 1907                  | Bauarten bis 1907                  | Bauarten bis 1907                  | Bauarten bis 1907                  | Bauarten bis 1907                  | Bauarten bis 1907                                |
| ----------------- | ----------------- | ----------------- | ----------------- | ----------------- | ---------------------- | ---------------------- | ---------------------- | ----------------- | ------------------ | ----------------- | ----------------- | ----------------- | ----------------- | ---------------------- | ----------------- | ----------------- | --------------------------- | --------------------------- | --------------------------- | ---------------------------------- | ---------------------------------- | ---------------------------------- | ---------------------------------- | ---------------------------------- | ---------------------------------- | ------------------------------------------------ |
| 142               |                   | Pg                | de Dietrich       | 1884              | 6                      | 1 231–1 236            | 40 501–40 506          | 9.690             | 4.125              | 2                 | 4.600             |                   | E                 | 6.825                  | 10,6              |                   | Brh                         | Ofn                         | Öl                          |                                    | 1                                  | 1                                  |                                    |                                    |                                    | hochgesetztes Dienstabteil mit Handspindelbremse |
| 142               | Esslingen         | Pg                | 1886              | 5                 | 1 237–1 241            | 40 507–40 511          |                        | 9.690             | 4.125              | 2                 | 4.600             | 1                 | E                 | 6.825                  | 10,6              | 1                 | Brh                         | Ofn                         | Öl                          |                                    |                                    |                                    |                                    |                                    |                                    | hochgesetztes Dienstabteil mit Handspindelbremse |
| 142               | de Dietrich       | Pg                | 1886              | 4                 | 1 242–1 245            | 40 512–40 515          |                        | 9.690             | 4.125              | 2                 | 4.600             | 1                 | E                 | 6.825                  | 10,6              | 1                 | Brh                         | Ofn                         | Öl                          |                                    |                                    |                                    |                                    |                                    |                                    | hochgesetztes Dienstabteil mit Handspindelbremse |
| 143               |                   | Pg                | Esslingen         | 1889              | 30                     | 1 246–1 275            | 40 516–40 545          | 9.680             | 4.150              | 2                 | 4.500             |                   | E                 | 4.200                  | 10,6              | 22,3              | Brh                         | Ofn                         | Öl                          |                                    | 1                                  | 1                                  |                                    |                                    |                                    | hochgesetztes Dienstabteil mit Handspindelbremse |
| 146               |                   | Pg                | Esslingen         | 1894              | 24                     | 1 276–1 299            | 40 546–40 506          | 9.680             | 4.125              | 2                 | 5.500             |                   | E                 | 4.200                  | 10,6              | 22,3              | Brh                         | Ofn                         | Öl                          |                                    | 1                                  | 1                                  |                                    |                                    |                                    | hochgesetztes Dienstabteil mit Handspindelbremse |
| 146               | de Dietrich       | Pg                | 1894              | 13                | 1 300–1 312            | 40 570–40 582          |                        | 9.680             | 4.125              | 2                 | 5.500             | 1                 | E                 | 4.200                  | 10,6              | 22,3              | Brh                         | Ofn                         | Öl                          | 1                                  |                                    |                                    |                                    |                                    |                                    | hochgesetztes Dienstabteil mit Handspindelbremse |
| 146               | de Dietrich       | Pg                | 1895              | 16                |                        | 40 583–40 598          |                        | 9.680             | 4.125              | 2                 | 5.500             | 1                 | E                 | 4.200                  | 10,6              | 22,3              | Brh                         | Ofn                         | Öl                          | 1                                  |                                    |                                    |                                    |                                    |                                    | hochgesetztes Dienstabteil mit Handspindelbremse |
| 148               |                   | Pg                | de Dietrich       | 1902              | 22                     |                        | 40 599–40 620          | 9.680             | 4.135              | 2                 | 5.500             |                   | E                 | 4.200                  | 11,5              | 24,10             | Brh                         | Ofn                         | Öl                          | 1                                  | 1                                  | 1                                  |                                    |                                    |                                    | hochgesetztes Dienstabteil mit Handspindelbremse |
| 148               | de Dietrich       | Pg                | 1906              | 7                 |                        | 40 621–40 627          | 1                      | 9.680             | 4.135              | 2                 | 5.500             | 1                 | E                 | 4.200                  | 11,5              | 24,10             | Brh                         | Ofn                         | Öl                          | 1                                  |                                    |                                    |                                    |                                    |                                    | hochgesetztes Dienstabteil mit Handspindelbremse |
| 148               | de Dietrich       | Pg                | 1907              | 45                |                        | 40 628–40 672          | 1                      | 9.680             | 4.135              | 2                 | 5.500             | 1                 | E                 | 4.200                  | 11,5              | 24,10             | Brh                         | Ofn                         | Öl                          | 1                                  |                                    |                                    |                                    |                                    |                                    | hochgesetztes Dienstabteil mit Handspindelbremse |
| Bauarten ab 1909  |                   |                   |                   |                   |                        |                        |                        |                   |                    |                   |                   |                   |                   |                        |                   |                   |                             |                             |                             |                                    |                                    |                                    |                                    |                                    |                                    |                                                  |
| 151               | IIa13             | Pg                | Rastatt           | 1909              | 11                     |                        | 40 673–40 683          | 5.500             | 4.090              | 2                 | 4.500             |                   | E                 | 4.200                  | 10,4              | 21,50             | Brh                         | O                           | G                           | 1                                  | 1                                  | 1                                  | 1                                  |                                    |                                    | hochgesetztes Dienstabteil mit Handspindelbremse |
| 151               | IIa13             | Pg                | Goosens           | 1911              | 6                      |                        | 40 684–40 689          | 5.500             | 4.090              | 2                 | 4.500             | 1                 | E                 | 4.200                  | 10,4              | 21,50             | Brh                         | O                           | G                           | 1                                  | 1                                  | 1                                  |                                    |                                    |                                    | hochgesetztes Dienstabteil mit Handspindelbremse |
| 151               | IIa13             | Pg                | de Dietrich       | 1913              | 24                     |                        | 40 690–40 713          | 5.500             | 4.090              | 2                 | 4.500             | 1                 | E                 | 4.200                  | 10,4              | 21,50             | Brh                         | O                           | G                           | 1                                  | 1                                  | 1                                  |                                    |                                    |                                    | hochgesetztes Dienstabteil mit Handspindelbremse |
| 151               | IIa13             | Pg                | Rastatt           | 1913              | 10                     |                        | 40 714–40 723          | 5.500             | 4.090              | 2                 | 4.500             | 1                 | E                 | 4.200                  | 10,4              | 21,50             | Brh                         | O                           | G                           | 1                                  | 1                                  | 1                                  |                                    |                                    |                                    | hochgesetztes Dienstabteil mit Handspindelbremse |
| 151               | IIa13             | Pg                | De Dietrich       | 1913              | 5                      |                        | 40 724–40 728          | 5.500             | 4.090              | 2                 | 4.500             | 1                 | E                 | 4.200                  | 10,4              | 21,50             | Brh                         | O                           | G                           | 1                                  | 1                                  | 1                                  |                                    |                                    |                                    | hochgesetztes Dienstabteil mit Handspindelbremse |
| 151               | IIa13             | Pg                | de Dietrich       | 1913              | 44                     |                        | 40 729–40 774          | 5.500             | 4.090              | 2                 | 4.500             |                   | E                 | 4.200                  | 10,4              | 21,50             | Brh                         | O                           | G                           | 1                                  | 1                                  | 1                                  |                                    |                                    |                                    | hochgesetztes Dienstabteil mit Handspindelbremse |
| 151               | IIa13             | Pg                | Talbot            | 1915              | 10                     |                        | 40 775–40 784          | 5.500             | 4.090              | 2                 | 4.500             | 1                 | E                 | 4.200                  | 10,4              | 21,50             | Brh                         | O                           | G                           | 1                                  | 1                                  |                                    |                                    |                                    |                                    | hochgesetztes Dienstabteil mit Handspindelbremse |
| 151               | IIa13             | Pg                | de Dietrich       | 1915              | 10                     |                        | 40 785–40 794          | 5.500             | 4.090              | 2                 | 4.500             | 1                 | E                 | 4.200                  | 10,4              | 21,50             | Brh                         | O                           | G                           | 1                                  | 1                                  |                                    |                                    |                                    |                                    | hochgesetztes Dienstabteil mit Handspindelbremse |
| 151               | IIa13             | Pg                | Talbot            | 1916              | 5                      |                        | 40 796–40 800          | 5.500             | 4.090              | 2                 | 4.500             | 1                 | E                 | 4.200                  | 10,4              | 21,50             | Brh                         | O                           | G                           | 1                                  | 1                                  |                                    |                                    |                                    |                                    | hochgesetztes Dienstabteil mit Handspindelbremse |
| 151               | IIa13             | Pg                | Talbot            | 1916              | 16                     |                        | 40 941–40 956          | 5.500             | 4.090              | 2                 | 4.500             | 1                 | E                 | 4.200                  | 10,4              | 21,50             | Brh                         | O                           | G                           | 1                                  | 1                                  |                                    |                                    |                                    |                                    | hochgesetztes Dienstabteil mit Handspindelbremse |
| 151               | IIa13             | Pg                | de Dietrich       | 1917              | 8                      |                        | 40 957–40 964          | 5.500             | 4.090              | 2                 | 4.500             | 1                 | E                 | 4.200                  | 10,4              | 21,50             | Brh                         | O                           | G                           | 1                                  | 1                                  |                                    |                                    |                                    |                                    | hochgesetztes Dienstabteil mit Handspindelbremse |
| 151               | IIa13             | Pg                | Talbot            | 1917              | 15                     |                        | 40 965–40 979          | 5.500             | 4.090              | 2                 | 4.500             | 1                 | E                 | 4.200                  | 10,4              | 21,50             | Brh                         | O                           | G                           | 1                                  | 1                                  |                                    |                                    |                                    |                                    | hochgesetztes Dienstabteil mit Handspindelbremse |
| 151               | IIa13             | Pg                | de Dietrich       | 1917              | 12                     |                        | 40 981–40 992          | 5.500             | 4.090              | 2                 | 4.500             | 1                 | E                 | 4.200                  | 10,4              | 21,50             | Brh                         | O                           | G                           | 1                                  | 1                                  |                                    |                                    |                                    |                                    | hochgesetztes Dienstabteil mit Handspindelbremse |
| 151               | IIa13             | Pg                | Lindner           | 1918              | 4                      |                        | 40 993–40 996          | 5.500             | 4.090              | 2                 | 4.500             | 1                 | E                 | 4.200                  | 10,4              | 21,50             | Brh                         | O                           | G                           | 1                                  | 1                                  |                                    |                                    |                                    |                                    | hochgesetztes Dienstabteil mit Handspindelbremse |
| 151               | IIa13             | Pg                | Talbot            | 1917              | 4                      |                        | 40 997–40 000          | 5.500             | 4.090              | 2                 | 4.500             | 1                 | E                 | 4.200                  | 10,4              | 21,50             | Brh                         | O                           | G                           | 1                                  | 1                                  |                                    |                                    |                                    |                                    | hochgesetztes Dienstabteil mit Handspindelbremse |

### Übersicht über die Bahndienstwagen
|                          | Gattungs- zeichen | Gattungs- zeichen | Herstelldaten  | Herstelldaten    | Wagennummern je Epoche | Wagennummern je Epoche | Wagennummern je Epoche | Abmessungen    | Abmessungen        | Abmessungen    | Abmessungen      | Abmessungen     | Abmessungen      | Lademaße               | Lademaße         | Lademaße        | Ausstattung (siehe Legende) | Ausstattung (siehe Legende) | Ausstattung (siehe Legende) | Ausstattung (siehe Legende)        | Ausstattung (siehe Legende)        | Ausstattung (siehe Legende)        | Ausstattung (siehe Legende)        | Bemerkungen                          |
| E.L. Nr.                 | KPEV Blatt        | Gat- tung         | Her- steller   | Baujahr          | Anz.                   | Nummern bis 1897       | Nummern ab 1897        | LüP [mm]       | Höhe über SOK [mm] | Anz. Ach- sen  | Achs- stand [mm] | Le- nk Ach- sen | Un- ter- ge- st. | Trag- fähig- keit [kg] | Lade fläche [m²] | Lade- vol. [m³] | Brem- sen- arten            | Hei- zung                   | Be- leu- cht- ung           | Anz. Abteile & Art (siehe Legende) | Anz. Abteile & Art (siehe Legende) | Anz. Abteile & Art (siehe Legende) | Anz. Abteile & Art (siehe Legende) |                                      |
| E.L. Nr.                 | KPEV Blatt        | Gat- tung         | Her- steller   | Baujahr          | Anz.                   | Nummern bis 1897       | Nummern ab 1897        | LüP [mm]       | Höhe über SOK [mm] | Anz. Ach- sen  | Achs- stand [mm] | Le- nk Ach- sen | Un- ter- ge- st. | Trag- fähig- keit [kg] | Lade fläche [m²] | Lade- vol. [m³] | Brem- sen- arten            | Hei- zung                   | Be- leu- cht- ung           | I                                  | A                                  | D                                  | Ge                                 |                                      |
| Revisionswagen           | Revisionswagen    | Revisionswagen    | Revisionswagen | Revisionswagen   | Revisionswagen         | Revisionswagen         | Revisionswagen         | Revisionswagen | Revisionswagen     | Revisionswagen | Revisionswagen   | Revisionswagen  | Revisionswagen   | Revisionswagen         | Revisionswagen   | Revisionswagen  | Revisionswagen              | Revisionswagen              | Revisionswagen              | Revisionswagen                     | Revisionswagen                     | Revisionswagen                     | Revisionswagen                     | Revisionswagen                       |
| ------------------------ | ----------------- | ----------------- | -------------- | ---------------- | ---------------------- | ---------------------- | ---------------------- | -------------- | ------------------ | -------------- | ---------------- | --------------- | ---------------- | ---------------------- | ---------------- | --------------- | --------------------------- | --------------------------- | --------------------------- | ---------------------------------- | ---------------------------------- | ---------------------------------- | ---------------------------------- | ------------------------------------ |
| P 5                      |                   | Rev.              | Schmieder      | 1871             | 1                      | 57                     |                        | 9.100          | 3.397              | 2              | 4.500            |                 |                  |                        |                  |                 | Pl                          | D                           | G                           | 10                                 | 1                                  | 2                                  |                                    | einseitige Übergangsplattform        |
| P 11                     |                   | Rev.              | Gastell        | 1888 (Umb. 1901) | 1                      | 87                     |                        | 11.800         | 3.825              | 3              | 7.500 3.750      |                 |                  |                        |                  |                 | Pl                          | D O                         | G                           | 10                                 | 1                                  | 2                                  |                                    | in der Werkstätte Bischheim umgebaut |
| P 31                     |                   | Rev.              | Gastell        | 1873 (Umb. 1878) | 1                      | 213                    |                        | 8.964          | 3.825              | 2              | 6.000            |                 |                  |                        |                  |                 | Pl                          | D O                         | G                           | 4                                  | 1                                  | 1                                  |                                    | in der Werkstätte Montigny umgebaut  |
| Tunneluntersuchungswagen |                   |                   |                |                  |                        |                        |                        |                |                    |                |                  |                 |                  |                        |                  |                 |                             |                             |                             |                                    |                                    |                                    |                                    |                                      |

## Übersicht privater Güterwagen für besondere Zwecke (Regelspur)
In seiner wissenschaftlichen Abhandlung über die Privatgüterwagen auf Deutschen Eisenbahnen von 1923 beziffert Hermann Andersen die Anzahl der 1915 bei den Reichseisenbahnen Elsass-Lothringen eingestellten Wagen auf insgesamt 271 Kesselwagen, 148 Bierwagen sowie insgesamt 9 Wagen sonstiger Provenienz.

### Bierwagen
Auch für die Einstellung von privaten Bierwagen wurden die verschiedensten Versender auf eine Mindestmenge an Bahnkilometer verpflichtet. Die Wagen waren in Konstruktion und Ausstattung den technischen Standards der Reichseisenbahnen unterworfen. Für die Ausgestaltung des Wagenkastens in Größe, Ladevolumen, Isolation und Kühlung entwickelten die diversen Hersteller eigene Standards, die teilweise auf den Musterzeichnungen von Staatsbahnen aufbauten, teilweise aber auch vollkommen eigene Entwicklungen darstellten. Diese wurden dann per Katalog den potentiellen Einstellern angeboten. Im Laufe der Nutzung kam es auch zu Änderungen des Eigentümers durch die diversen Übernahmen unter den Brauereien.
Zu Beginn der Reichseisenbahnen Elsass-Lothringen (EL) erhielten die Bierwagen eine Kennung im Nummernbereich zwischen 20 001 und 20 182. In diesem Nummernkreis erhielt jede Brauerei einen festgelegten Umfang an Nummern.
Im Herbst 1901 gab es eine Umnummerierung und den Wagen wurden Nummern aus dem Bereich zwischen 90 001 und 90 282 zugewiesen die sie im Rahmen der fälligen Revision erhielten.
Eine weitere Umnummerierung erfolgte 1906 im Rahmen der Harmonisierung der Nummernkreise mit den übrigen deutschen Eisenbahngesellschaften. Hierbei erhielten die Bierwagen Nummern aus dem Bereich oberhalb der Nummern 600 000.
Mit dem Übergang von der EL auf die AL im Jahre 1919 erfolgte eine vorläufige Um-Nummerierung in den Bereich 490 000, und 1933 dann eine solche in den Bereich 505 000. Mit der Besetzung Frankreichs 1940 wurde der Wagenpark der Al in den der DRG eingereiht. Für die Wagen aus dem Elsass erfolgte eine Um-Nummerierung auf den Direktionsbereich Karlsruhe und den Nummernbereich 545 000. Die Wagen aus dem Bereich Lothringen wurden der Direktion Saarbrücken zugeordnet und erhielten folglich eine Nummer aus dem Bereich 582 000.
|                                                                                         | Gattungs- zeichen                             | Gattungs- zeichen                             | Herstelldaten                                 | Herstelldaten                                 | Wagennummern je Epoche                        | Wagennummern je Epoche                        | Wagennummern je Epoche                        | Wagennummern je Epoche                        | Abmessungen                                   | Abmessungen                                   | Abmessungen                                   | Abmessungen                                   | Abmessungen                                   | Abmessungen                                   | Lademaße                                      | Lademaße                                      | Lademaße                                      | Ausstattung                                   | Ausstattung                                   | Ausstattung                                   | Bemerkungen                                   |                                               |                                               |                                               |                                               |
| E.L. Nr.                                                                                | KPEV Blatt                                    | Gat- tung                                     | Her- steller                                  | Bau- jahr                                     | Anz.                                          | Einsteller                                    | Nummern bis 1901                              | Nummern ab 1901                               | LüP [mm]                                      | Höhe über SOK [mm]                            | Anz. Ach- sen                                 | Achs- stand [mm]                              | Le- nk Ach- sen                               | Un- ter- ge- st.                              | Trag- fähig- keit [kg]                        | Lade fläche [m²]                              | Lade- vol. [m³]                               | Brem- sen- arten                              | Hei- zung                                     |                                               |                                               |                                               |                                               |                                               |                                               |
| Wagen der Brauerei Gruber & Cie., Königshofen                                           | Wagen der Brauerei Gruber & Cie., Königshofen | Wagen der Brauerei Gruber & Cie., Königshofen | Wagen der Brauerei Gruber & Cie., Königshofen | Wagen der Brauerei Gruber & Cie., Königshofen | Wagen der Brauerei Gruber & Cie., Königshofen | Wagen der Brauerei Gruber & Cie., Königshofen | Wagen der Brauerei Gruber & Cie., Königshofen | Wagen der Brauerei Gruber & Cie., Königshofen | Wagen der Brauerei Gruber & Cie., Königshofen | Wagen der Brauerei Gruber & Cie., Königshofen | Wagen der Brauerei Gruber & Cie., Königshofen | Wagen der Brauerei Gruber & Cie., Königshofen | Wagen der Brauerei Gruber & Cie., Königshofen | Wagen der Brauerei Gruber & Cie., Königshofen | Wagen der Brauerei Gruber & Cie., Königshofen | Wagen der Brauerei Gruber & Cie., Königshofen | Wagen der Brauerei Gruber & Cie., Königshofen | Wagen der Brauerei Gruber & Cie., Königshofen | Wagen der Brauerei Gruber & Cie., Königshofen | Wagen der Brauerei Gruber & Cie., Königshofen | Wagen der Brauerei Gruber & Cie., Königshofen | Wagen der Brauerei Gruber & Cie., Königshofen | Wagen der Brauerei Gruber & Cie., Königshofen | Wagen der Brauerei Gruber & Cie., Königshofen | Wagen der Brauerei Gruber & Cie., Königshofen |
| --------------------------------------------------------------------------------------- | --------------------------------------------- | --------------------------------------------- | --------------------------------------------- | --------------------------------------------- | --------------------------------------------- | --------------------------------------------- | --------------------------------------------- | --------------------------------------------- | --------------------------------------------- | --------------------------------------------- | --------------------------------------------- | --------------------------------------------- | --------------------------------------------- | --------------------------------------------- | --------------------------------------------- | --------------------------------------------- | --------------------------------------------- | --------------------------------------------- | --------------------------------------------- | --------------------------------------------- | --------------------------------------------- | --------------------------------------------- | --------------------------------------------- | --------------------------------------------- | --------------------------------------------- |
|                                                                                         |                                               | [P]                                           | de Dietrich                                   | 1878                                          | 1                                             | Gruber & Cie.                                 | ?                                             | ?                                             | 7.234                                         | 3.300                                         | 2                                             | 3.300                                         |                                               | E                                             | 10.000                                        |                                               |                                               | Rbr                                           |                                               | Eis                                           | Eisluke auf dem Dach                          |                                               |                                               |                                               |                                               |
|                                                                                         |                                               | [P]                                           |                                               |                                               | 5                                             | Gruber & Cie.                                 | 20 001–20 005                                 |                                               | 6.750                                         |                                               | 2                                             | 3.450                                         |                                               |                                               | 10.000                                        | 14,54                                         | 26.75                                         |                                               |                                               |                                               |                                               |                                               |                                               |                                               |                                               |
|                                                                                         |                                               | [P]                                           |                                               |                                               | 29                                            | Gruber & Cie.                                 | 20 007–20 035                                 |                                               | 6.750                                         |                                               | 2                                             | 3.450                                         |                                               |                                               | 10.000                                        | 14,54                                         | 26.75                                         |                                               |                                               |                                               |                                               |                                               |                                               |                                               |                                               |
| Wagen der Brauerei Mutzig, vorm. J.Wagner, Mutzig                                       |                                               |                                               |                                               |                                               |                                               |                                               |                                               |                                               |                                               |                                               |                                               |                                               |                                               |                                               |                                               |                                               |                                               |                                               |                                               |                                               |                                               |                                               |                                               |                                               |                                               |
|                                                                                         |                                               | [P]                                           |                                               |                                               | 1                                             | Brauerei Mutzig vorm. J. Wagner               | 20 061                                        |                                               | 6.200                                         |                                               | 2                                             | 3.200                                         |                                               |                                               | 10.000                                        | 14,57                                         | 27.45                                         | Brh Wbr Hbr                                   |                                               |                                               | mit Luftdruck- und Luftsaugbremsen            |                                               |                                               |                                               |                                               |
|                                                                                         |                                               | [P]                                           |                                               |                                               | 1                                             | Brauerei Mutzig vorm. J. Wagner               | 20 063                                        |                                               | 6.700                                         |                                               | 2                                             | 4.000                                         |                                               |                                               | 10.000                                        | 16,08                                         | 30,07                                         | Brh Wbr Hbr                                   |                                               |                                               | mit Luftdruck- und Luftsaugbremsen            |                                               |                                               |                                               |                                               |
| 1                                                                                       | 20 062                                        | [P]                                           |                                               | Brh Wbr                                       | nur mit Luftdruckbremsen                      | Brauerei Mutzig vorm. J. Wagner               |                                               |                                               | 6.700                                         |                                               | 2                                             | 4.000                                         |                                               |                                               | 10.000                                        | 16,08                                         | 30,07                                         |                                               |                                               |                                               |                                               |                                               |                                               |                                               |                                               |
| Wagen der Aktienbrauerei Reichshofen, Reichshofen                                       |                                               |                                               |                                               |                                               |                                               |                                               |                                               |                                               |                                               |                                               |                                               |                                               |                                               |                                               |                                               |                                               |                                               |                                               |                                               |                                               |                                               |                                               |                                               |                                               |                                               |
|                                                                                         |                                               | [P]                                           |                                               |                                               | 2                                             | Aktienbrauerei Reichshofen                    | 20 071–20 072                                 |                                               | 6.450                                         |                                               | 2                                             | 3.450                                         |                                               |                                               | 10.000                                        | 14,86                                         | 29,20                                         | Brh                                           | Pr                                            |                                               |                                               |                                               |                                               |                                               |                                               |
|                                                                                         | 1                                             | [P]                                           | 20 073                                        | 3.450                                         |                                               | Aktienbrauerei Reichshofen                    |                                               |                                               | 6.450                                         |                                               | 2                                             |                                               |                                               |                                               | 10.000                                        | 14,86                                         | 29,20                                         |                                               | Pr                                            |                                               |                                               |                                               |                                               |                                               |                                               |
|                                                                                         |                                               | [P]                                           |                                               |                                               | 3                                             | Aktienbrauerei Reichshofen                    | 20 074–20 076                                 |                                               | 6.450                                         |                                               | 2                                             | 4.000                                         |                                               |                                               | 10.000                                        | 14,86                                         | 29,20                                         | Brh                                           | Pr                                            |                                               |                                               |                                               |                                               |                                               |                                               |
| Wagen der Brauerei Zum Vaterland, Schützenberger, Schiltigheim                          |                                               |                                               |                                               |                                               |                                               |                                               |                                               |                                               |                                               |                                               |                                               |                                               |                                               |                                               |                                               |                                               |                                               |                                               |                                               |                                               |                                               |                                               |                                               |                                               |                                               |
|                                                                                         |                                               | [P]                                           |                                               | 1887                                          | 2                                             | Schiltigheimer Eisenbahn Aktiengesell.        | 20 132–20 133                                 |                                               |                                               |                                               |                                               |                                               |                                               |                                               |                                               |                                               |                                               |                                               |                                               |                                               | Wagen wurden später Adelshoffen übernommen    |                                               |                                               |                                               |                                               |
| 1887                                                                                    | 1                                             | [P]                                           | 20 135                                        |                                               |                                               | Schiltigheimer Eisenbahn Aktiengesell.        |                                               |                                               |                                               |                                               |                                               |                                               |                                               |                                               |                                               |                                               |                                               |                                               |                                               |                                               | Wagen wurden später Adelshoffen übernommen    |                                               |                                               |                                               |                                               |
| 1887                                                                                    | 2                                             | [P]                                           | 20 137–20 138                                 |                                               |                                               | Schiltigheimer Eisenbahn Aktiengesell.        |                                               |                                               |                                               |                                               |                                               |                                               |                                               |                                               |                                               |                                               |                                               |                                               |                                               |                                               | Wagen wurden später Adelshoffen übernommen    |                                               |                                               |                                               |                                               |
| Wagen der Brauerei Adelshoffen, Schiltigheim                                            |                                               |                                               |                                               |                                               |                                               |                                               |                                               |                                               |                                               |                                               |                                               |                                               |                                               |                                               |                                               |                                               |                                               |                                               |                                               |                                               |                                               |                                               |                                               |                                               |                                               |
|                                                                                         |                                               | [P]                                           |                                               | 1887                                          | 2                                             | Schiltigheimer Eisenbahn Aktiengesell.        | 20 149–20 150                                 |                                               |                                               |                                               |                                               |                                               |                                               |                                               |                                               |                                               |                                               |                                               |                                               |                                               | vor 1889 ausgemustert                         |                                               |                                               |                                               |                                               |
| 1887                                                                                    | 2                                             | [P]                                           | 20 152–20 153                                 |                                               |                                               | Schiltigheimer Eisenbahn Aktiengesell.        |                                               |                                               |                                               |                                               |                                               |                                               |                                               |                                               |                                               |                                               |                                               |                                               |                                               |                                               | vor 1889 ausgemustert                         |                                               |                                               |                                               |                                               |
|                                                                                         |                                               | [P]                                           |                                               | 1887                                          | 3                                             | Schiltigheimer Eisenbahn Aktiengesell.        | 20 277–20 279                                 |                                               |                                               |                                               |                                               |                                               |                                               |                                               |                                               |                                               |                                               |                                               |                                               |                                               |                                               |                                               |                                               |                                               |                                               |
| Wagen der Brauerei Zur Hoffnung, vorm. Ph. J. Hatt, Schiltigheim                        |                                               |                                               |                                               |                                               |                                               |                                               |                                               |                                               |                                               |                                               |                                               |                                               |                                               |                                               |                                               |                                               |                                               |                                               |                                               |                                               |                                               |                                               |                                               |                                               |                                               |
|                                                                                         |                                               | [P]                                           |                                               | 1887                                          | 10                                            | Zur Hoffnung vorm. Ph.J. Hatt                 | 20 185–20 194                                 |                                               |                                               |                                               |                                               |                                               |                                               |                                               |                                               |                                               |                                               |                                               |                                               |                                               |                                               |                                               |                                               |                                               |                                               |
| Wagen der Brauerei Kronenburg, Schiltigheim (später J. Burger Brauerei Zur Stadt Paris) |                                               |                                               |                                               |                                               |                                               |                                               |                                               |                                               |                                               |                                               |                                               |                                               |                                               |                                               |                                               |                                               |                                               |                                               |                                               |                                               |                                               |                                               |                                               |                                               |                                               |
|                                                                                         |                                               | [P]                                           |                                               | 1889                                          | 1 1                                           | Schiltigheimer Eisenbahn Aktiengesell.        | 20 086                                        |                                               |                                               |                                               |                                               |                                               |                                               |                                               |                                               |                                               |                                               |                                               |                                               |                                               |                                               |                                               |                                               |                                               |                                               |
| Wagen der Lothringer Brauerei Aktiengesellschaft, Devant-les-ponts                      |                                               |                                               |                                               |                                               |                                               |                                               |                                               |                                               |                                               |                                               |                                               |                                               |                                               |                                               |                                               |                                               |                                               |                                               |                                               |                                               |                                               |                                               |                                               |                                               |                                               |
|                                                                                         |                                               | [P]                                           |                                               | <1890                                         | 2                                             | Lothringer Aktienbrauerei                     | 20 093–20 094                                 |                                               |                                               |                                               |                                               |                                               |                                               |                                               |                                               |                                               |                                               |                                               |                                               |                                               |                                               |                                               |                                               |                                               |                                               |
| Wagen der Schlossbrauerei Reichshofen, Reichshofen                                      |                                               |                                               |                                               |                                               |                                               |                                               |                                               |                                               |                                               |                                               |                                               |                                               |                                               |                                               |                                               |                                               |                                               |                                               |                                               |                                               |                                               |                                               |                                               |                                               |                                               |
|                                                                                         |                                               | [P]                                           | de Dietrich                                   |                                               | 1                                             | Schlossbrauerei Reichshofen                   |                                               | 600 112                                       | 8.100                                         |                                               | 2                                             | 4.000                                         |                                               | E                                             | 10.000                                        |                                               |                                               | Brh                                           | Pr                                            | Eis                                           | zwei Dachluken zur Befüllung mit Eis          |                                               |                                               |                                               |                                               |
| Wagen der Aktienbrauerei Diekirch, Luxemburg                                            |                                               |                                               |                                               |                                               |                                               |                                               |                                               |                                               |                                               |                                               |                                               |                                               |                                               |                                               |                                               |                                               |                                               |                                               |                                               |                                               |                                               |                                               |                                               |                                               |                                               |
|                                                                                         |                                               | [P]                                           |                                               | 1878                                          | 1                                             | Aktienbrauerei Diekirch                       | 20 0081                                       |                                               |                                               |                                               |                                               |                                               |                                               |                                               |                                               |                                               |                                               |                                               |                                               |                                               |                                               |                                               |                                               |                                               |                                               |
|                                                                                         |                                               | [P]                                           | Saxonia                                       | 1882                                          | 1                                             | Aktienbrauerei Diekirch                       | 20 0082                                       |                                               |                                               |                                               |                                               | 4.000                                         |                                               | E                                             | 15,0                                          |                                               |                                               | Fsb                                           |                                               |                                               |                                               |                                               |                                               |                                               |                                               |
|                                                                                         |                                               | [P]                                           | Rastatt                                       | 1904                                          | 1                                             | Aktienbrauerei Diekirch                       | 90 087                                        |                                               |                                               |                                               |                                               | 4.000                                         |                                               | E                                             | 10.000                                        |                                               |                                               | Brh                                           | Pr                                            | Eis                                           | zwei Dachluken zur Befüllung mit Eis          |                                               |                                               |                                               |                                               |

### Kesselwagen
Bei den Kesselwagen gab es keine wirklich einheitlichen Bauarten, sondern nur Baugrundsätze mit im Einzelfall abweichenden Ausführungen und Abmaßen der Kessel.
|          | Gattungs- zeichen | Gattungs- zeichen | Herstelldaten | Herstelldaten | Wagennummern je Epoche | Wagennummern je Epoche           | Wagennummern je Epoche | Wagennummern je Epoche | Abmessungen | Abmessungen        | Abmessungen   | Abmessungen      | Abmessungen     | Abmessungen      | Lademaße               | Lademaße         | Lademaße        | Ausstattung      | Ausstattung | Bemerkungen                 |
| E.L. Nr. | KPEV Blatt        | Gat- tung         | Her- steller  | Baujahr       | Anz.                   | Einsteller                       | Nummern bis 1897       | Nummern ab 1897        | LüP [mm]    | Höhe über SOK [mm] | Anz. Ach- sen | Achs- stand [mm] | Le- nk Ach- sen | Un- ter- ge- st. | Trag- fähig- keit [kg] | Lade fläche [m²] | Lade- vol. [m³] | Brem- sen- arten | Hei- zung   |                             |
| -------- | ----------------- | ----------------- | ------------- | ------------- | ---------------------- | -------------------------------- | ---------------------- | ---------------------- | ----------- | ------------------ | ------------- | ---------------- | --------------- | ---------------- | ---------------------- | ---------------- | --------------- | ---------------- | ----------- | --------------------------- |
|          |                   | [P]               |               | 1887          | 3                      | Fabrik chemischer Produkte Thann | 20 209 20 210 20 211   |                        |             |                    |               |                  |                 |                  |                        |                  |                 |                  |             | für Schwefel- und Salzsäure |
|          |                   | [P]               |               | 1887          | 2                      | Deutsche Solvay-Werke            | 20 226 20 227          |                        |             |                    |               |                  |                 |                  |                        |                  |                 |                  |             | für Gaswasser               |
| 1888     | 2                 | [P]               | 20 228 20 229 |               |                        | Deutsche Solvay-Werke            |                        |                        |             |                    |               |                  |                 |                  |                        |                  |                 |                  |             | für Gaswasser               |
|          |                   | [P]               |               | 1889          | 2                      | Deutsche Solvay-Werke            | 20 230 20 231          |                        |             |                    |               |                  |                 |                  |                        |                  |                 |                  |             | für Gaswasser               |

### Kühlwagen
|          | Gattungs- zeichen | Gattungs- zeichen | Herstelldaten | Herstelldaten | Wagennummern je Epoche | Wagennummern je Epoche | Wagennummern je Epoche | Wagennummern je Epoche | Abmessungen | Abmessungen        | Abmessungen   | Abmessungen      | Abmessungen     | Abmessungen      | Lademaße               | Lademaße         | Lademaße        | Ausstattung      | Ausstattung | Bemerkungen              |
| E.L. Nr. | KPEV Blatt        | Gat- tung         | Her- steller  | Baujahr       | Anz.                   | Einsteller             | Nummern bis 1897       | Nummern ab 1897        | LüP [mm]    | Höhe über SOK [mm] | Anz. Ach- sen | Achs- stand [mm] | Le- nk Ach- sen | Un- ter- ge- st. | Trag- fähig- keit [kg] | Lade fläche [m²] | Lade- vol. [m³] | Brem- sen- arten | Hei- zung   |                          |
| -------- | ----------------- | ----------------- | ------------- | ------------- | ---------------------- | ---------------------- | ---------------------- | ---------------------- | ----------- | ------------------ | ------------- | ---------------- | --------------- | ---------------- | ---------------------- | ---------------- | --------------- | ---------------- | ----------- | ------------------------ |
|          |                   | [P]               |               |               | 2                      | Champagne Mercier      | 90 311 90 312          |                        | 10.000      | 3.452              | 2             | 4.500            |                 | E                | 15.000                 |                  |                 | Brh Wsbr         | Hl          | Transport von Champagner |

### Topfwagen
|          | Gattungs- zeichen | Gattungs- zeichen | Herstelldaten | Herstelldaten | Wagennummern je Epoche | Wagennummern je Epoche                       | Wagennummern je Epoche | Wagennummern je Epoche | Abmessungen | Abmessungen        | Abmessungen   | Abmessungen      | Abmessungen     | Abmessungen      | Lademaße               | Lademaße         | Lademaße        | Ausstattung      | Ausstattung | Bemerkungen             |
| E.L. Nr. | KPEV Blatt        | Gat- tung         | Her- steller  | Bau- jahr     | Anz.                   | Einsteller                                   | Nummern bis 1897       | Nummern ab 1897        | LüP [mm]    | Höhe über SOK [mm] | Anz. Ach- sen | Achs- stand [mm] | Le- nk Ach- sen | Un- ter- ge- st. | Trag- fähig- keit [kg] | Lade fläche [m²] | Lade- vol. [m³] | Brem- sen- arten | Hei- zung   |                         |
| -------- | ----------------- | ----------------- | ------------- | ------------- | ---------------------- | -------------------------------------------- | ---------------------- | ---------------------- | ----------- | ------------------ | ------------- | ---------------- | --------------- | ---------------- | ---------------------- | ---------------- | --------------- | ---------------- | ----------- | ----------------------- |
|          |                   | [P]               |               | 1903          | 2                      | Salinen u. Fabrik chemischer Produkte Dieuze | 502 319 502 320        |                        |             |                    |               |                  |                 |                  |                        |                  |                 |                  |             | Transport von Salzsäure |
|          |                   | [P]               |               | 1904          | 2                      | Salinen u. Fabrik chemischer Produkte Dieuze | 502 321 502 324        |                        |             |                    |               |                  |                 |                  |                        |                  |                 |                  |             | Transport von Salzsäure |
|          |                   | [P]               |               | 1904          | 2                      | Salinen u. Fabrik chemischer Produkte Dieuze | 502 326 502 327        |                        |             |                    |               |                  |                 |                  |                        |                  |                 |                  |             | Transport von Salzsäure |

### Zisternenwagen
|          | Gattungs- zeichen | Gattungs- zeichen | Herstelldaten | Herstelldaten | Wagennummern je Epoche | Wagennummern je Epoche           | Wagennummern je Epoche | Wagennummern je Epoche | Abmessungen | Abmessungen        | Abmessungen   | Abmessungen      | Abmessungen     | Abmessungen      | Lademaße               | Lademaße         | Lademaße        | Ausstattung      | Ausstattung | Bemerkungen                     |
| E.L. Nr. | KPEV Blatt        | Gat- tung         | Her- steller  | Bau- jahr     | Anz.                   | Einsteller                       | Nummern bis 1897       | Nummern ab 1897        | LüP [mm]    | Höhe über SOK [mm] | Anz. Ach- sen | Achs- stand [mm] | Le- nk Ach- sen | Un- ter- ge- st. | Trag- fähig- keit [kg] | Lade fläche [m²] | Lade- vol. [m³] | Brem- sen- arten | Hei- zung   |                                 |
| -------- | ----------------- | ----------------- | ------------- | ------------- | ---------------------- | -------------------------------- | ---------------------- | ---------------------- | ----------- | ------------------ | ------------- | ---------------- | --------------- | ---------------- | ---------------------- | ---------------- | --------------- | ---------------- | ----------- | ------------------------------- |
|          |                   | [P]               |               | 1883          | 2                      | Fabrik chemischer Produkte Thann | 20 201–20 202          |                        | 6.790       |                    | 2             | 2.700            |                 | E                | 10.000                 |                  |                 |                  |             | für den Transport von Säuren    |
|          |                   | [P]               |               | 1885          | 5                      | Fabrik chemischer Produkte Thann | 20 221–20 225          |                        |             |                    | 2             |                  |                 |                  |                        |                  |                 |                  |             | für den Transport von Gaswasser |